# Улица Годовикова (Казань)
Улица Годовикова (тат. Копылов урамы) — улица в микрорайоне Караваево, Авиастроительном районе Казани. 
Проходит с юга на север от улицы Олега Кошевого до улицы Академика Павлова. Пересекается с улицами Олега Кошевого, Побежимова, Трамвайной, Максимова, Молодёжной, Симонова и Академика Павлова.

## История
Улица названа в честь моториста и авиационного механика, участника экспедиции по спасению «челюскинцев» Николая Николаевича Годовикова (1893 — 1937), пропавшего без вести во время перелёта из Москвы через Северный полюс в Фэрбанкс (США) в составе экипажа под командованием Героя Советского Союза С. А. Леваневского.
Н. Н. Годовиков являлся в экипаже одним из двух бортмехаников.
С улицей Годовикова пересекается улица Побежимова, названная в честь другого бортмеханика экипажа под командованием С. А. Леваневского — Г. Т. Побежимова (1897 — 1937). 

## Современное состояние
Общая протяжённость улицы составляет 1160 метров.
На улице Годовикова находятся дома с номерами: 1 а, 4 (1973 года постройки), 6 (1974 года постройки), 7 к. 2, 8 а, 9, 11, 12, 14 (1972 года постройки), 14 а, 15 (1980 года постройки), 16 (1986 года постройки), 17, 19, 21, 23, 25, 26, 27, 28, 29, 30, 32, 38, 38 а, 42, 44, 45, 50, 54, 58, 61, 67, 73 и 81.

## Объекты
Между улицами Годовикова, Побежимова, Лизы Чайкиной и Олега Кошевого находится построенный в 2009 — 2010 годах Спортивно-оздоровительный комплекс «Триумф» — один из объектов XXVII Всемирной летней Универсиады.
По адресу: ул. Годовикова, д. 1 а, располагается Санаторий-профилакторий Казанского авиационного завода им. С. П. Горбунова.
По адресу: ул. Годовикова, д. 8, находится МБОУ «Основная общеобразовательная школа № 168 с продлённым днём обучения для детей с соматическими заболеваниями», созданное в 1995 году.
В жилом доме по адресу: ул. Годовикова, д. 14, располагаются Центр психолого-педагогической помощи «Сердэш», а также Дневной центр пребывания для детей и подростков группы риска «Кам4атка», в д. 16 — Подростковый клуб «Юность».

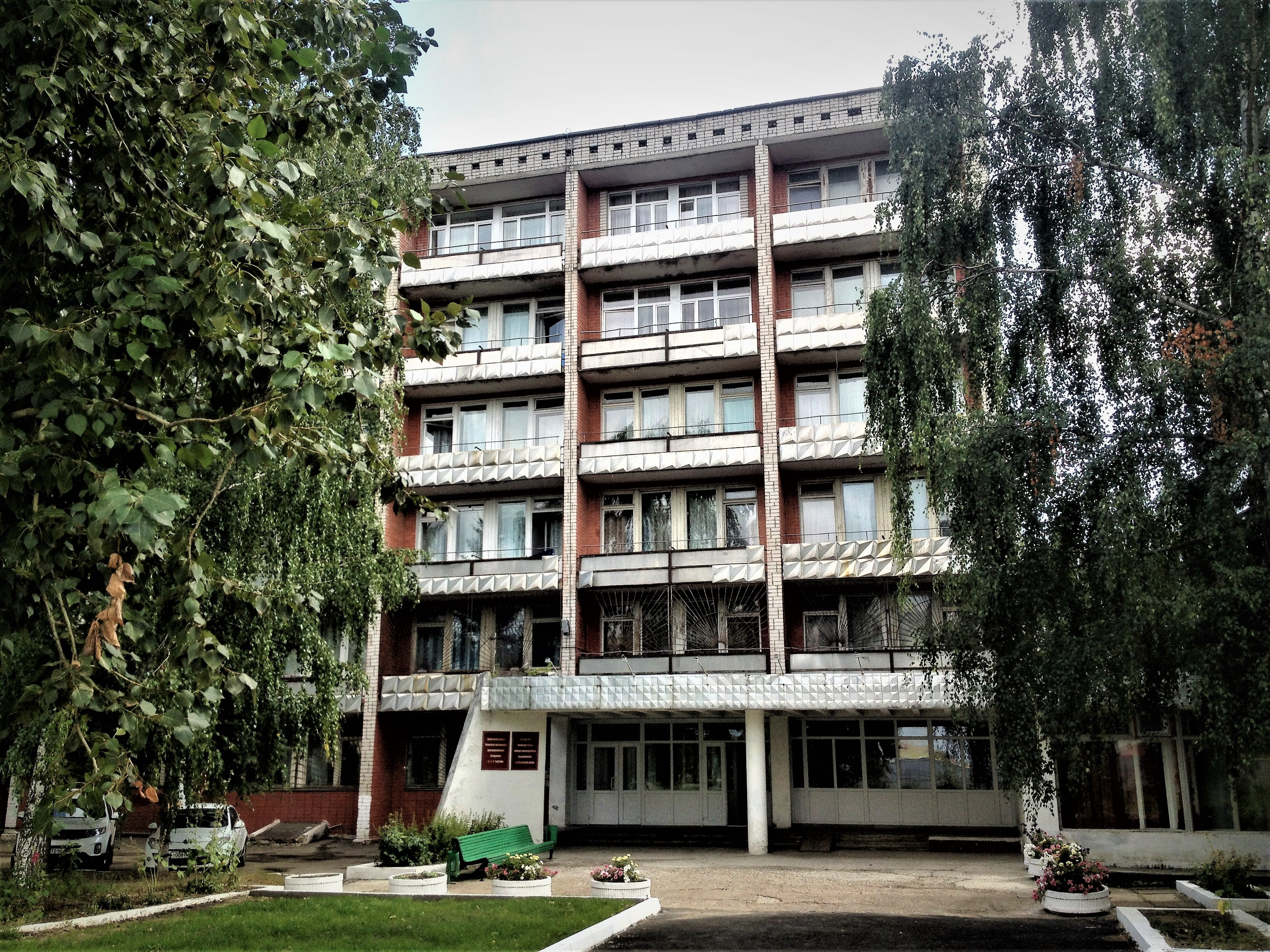
Санаторий-профилакторий КАЗ им. С. П. Горбунова (ул. Годовикова, д. 1 а)